# 기타카미선
기타카미선(일본어: 北上線)은 일본 이와테현 기타카미시의 기타카미역과 아키타현 요코테시에 있는 요코테역을 잇는 동일본 여객철도의 철도 노선(지방 교통선)이다.

## 노선 정보
- 관할 (사업 종별) : 동일본 여객철도 (제 1 종 철도사업자) · 일본화물철도 (제 2 종 철도사업자)
- 구간 (영업 거리) : 기타카미 역 - 요코테 역 61.1km
- 궤간 : 1067mm
- 역 수 : 17(기 · 종점역 포함)
  - 기타카미 선 소속 역으로 한정된 경우, 기종점역(기타카미 역은 도호쿠 본선, 요코테 역은 오우 본선의 소속)이 제외되어, 15역이 된다.
- 복선 구간 : 없음 (전 구간 단선)
- 전철화 구간 : 없음 (전 구간 비전철화)
- 폐색방식 : 특수 자동 폐색식(궤도 회로 검지식)
- 종합지령소 :
  - 기타카미 역 - 구로사와 역 간 : 모리오카 종합 지령실
  - 구로사와 역 - 요코테 역 간 : 아키타 종합 지령실
- 최고속도 : 85km/h

기타카미 역 - 유다코겐 역 간은 동일본 여객철도 모리오카 지사, 구로사와 역 - 요코테 역 간은 동일본 여객철도 아키타 지사의 관할이다.

## 역 목록
| 역 이름    | 일본어 이름 | 역간 거리 | 누적 거리 | 접속 노선                                   | 소재지   | 소재지     | 소재지     |
| ---------- | ----------- | --------- | --------- | ------------------------------------------- | -------- | ---------- | ---------- |
| 기타카미   | 北上        |           | 0.0       | 동일본 여객철도 도호쿠 신칸센 · 도호쿠 본선 | 이와테현 | 기타카미시 | 기타카미시 |
| 야나기하라 | 柳原        | 2.1       | 2.1       |                                             | 이와테현 | 기타카미시 | 기타카미시 |
| 에즈리코   | 江釣子      | 3.1       | 5.2       |                                             | 이와테현 | 기타카미시 | 기타카미시 |
| 후지네     | 藤根        | 3.2       | 8.4       |                                             | 이와테현 | 기타카미시 | 기타카미시 |
| 다테카와메 | 立川目      | 3.7       | 12.1      |                                             | 이와테현 | 기타카미시 | 기타카미시 |
| 요코카와메 | 横川目      | 2.2       | 14.3      |                                             | 이와테현 | 기타카미시 | 기타카미시 |
| 이와사와   | 岩沢        | 3.8       | 18.1      |                                             | 이와테현 | 기타카미시 | 기타카미시 |
| 와카센닌   | 和賀仙人    | 2.2       | 20.3      |                                             | 이와테현 | 기타카미시 | 기타카미시 |
| 유다킨슈코 | ゆだ錦秋湖  | 8.5       | 28.8      |                                             | 이와테현 | 와가군     | 니시와가정 |
| 홋토유다   | ほっとゆだ  | 6.4       | 35.2      |                                             | 이와테현 | 와가군     | 니시와가정 |
| 유다코겐   | ゆだ高原    | 3.9       | 39.1      |                                             | 이와테현 | 와가군     | 니시와가정 |
| 구로사와   | 黒沢        | 5.2       | 44.3      |                                             | 아키타현 | 요코테시   | 요코테시   |
| 고마쓰카와 | 小松川      | 5.3       | 49.6      |                                             | 아키타현 | 요코테시   | 요코테시   |
| 아이노노   | 相野々      | 1.8       | 53.4      |                                             | 아키타현 | 요코테시   | 요코테시   |
| 요코테     | 横手        | 4.5       | 61.1      | 동일본 여객철도 오우 본선                   | 아키타현 | 요코테시   | 요코테시   |